# Mohamed Dhaoui
Mohamed Dhaoui (Susa, 14 de mayo de 2003), también conocido como Cresto, es un futbolista tunecino que juega en la demarcación de extremopara el Al-Ahly de la Premier League de Egipto.

## Clubes
| Club     | País   | Año       |
| -------- | ------ | --------- |
| ES Sahel | Túnez  | 2021-2023 |
| Al-Ahly  | Egipto | 2023-act  |